# قرار مجلس الأمن التابع للأمم المتحدة رقم 1500
قرار مجلس الأمن التابع للأمم المتحدة رقم 1500، الذي اعتمد في 14 أغسطس 2003، بعد أن أعاد تأكيد القرارات السابقة بشأن العراق، لا سيما القرار 1483 (2003)، أنشأ المجلس بعثة الأمم المتحدة لمساعدة العراق (يونامي) ورحب بإنشاء مجلس الحكم العراقي.
أعاد مجلس الأمن تأكيد سيادة و‌سلامة أراضي العراق، ودور الأمم المتحدة في هذا البلد. ورحب بإنشاء مجلس الحكم بوصفه خطوة هامة نحو تشكيل حكومة تمثيلية ومعترف بها على نطاق واسع. كما أنشأ القرار يونامي لمساعدة الأمين العام كوفي أنان في تنفيذ مهمته بموجب القرار 1483 لفترة أولية مدتها اثنا عشر شهرًا. ستساعد يونامي أيضًا في تنسيق المهام الإنسانية وغيرها من المهام.
واعتمد القرار 1500 بأغلبية 14 صوتًا مقابل لا شيء و‌امتناع عضو واحد عن التصويت من سوريا. وقال المندوب السوري أن تصويته يعكس رأي العالم العربي والحاجة إلى إنهاء احتلال العراق، وأعرب عن أسفه لعملية التشاور التي أفضت إلى اعتماد القرار الحالي.

## وصلات خارجية
- نص القرار على UNHCR.org